# U-161 (1941)
| U-161                                                                                                | U-161 | U-161 |
| --- | --- | --- |
| U 161                                                                                                | | |
| | | |
| Зображення підводного човна U-505, однотипного з U-161                                               | | |
| Верф                                                                                                 | Deutsche Schiff- und Maschinenbau, AG Weser, Бремен | Deutsche Schiff- und Maschinenbau, AG Weser, Бремен |
| Під прапором                                                                                         | Третій Рейх | Третій Рейх |
| Належність                                                                                           | Крігсмаріне | Крігсмаріне |
| Порт приписки                                                                                        | Штеттін Лор'ян | Штеттін Лор'ян |
| Замовлення                                                                                           | 25 вересня 1939 | 25 вересня 1939 |
| Закладений                                                                                           | 23 березня 1940 | 23 березня 1940 |
| Спуск на воду                                                                                        | 1 березня 1941 | 1 березня 1941 |
| Введений до складу флоту                                                                             | 8 липня 1941 | 8 липня 1941 |
| На службі                                                                                            | 1941—1943 | 1941—1943 |
| Загибель                                                                                             | 27 вересня 1943 року потоплений американським летючим човном-патрульним/протичовновий літаком PBM «Марінер» східніше Салвадора                                          | 27 вересня 1943 року потоплений американським летючим човном-патрульним/протичовновий літаком PBM «Марінер» східніше Салвадора                                          |
| Сучасний статус                                                                                      | затоплений | затоплений |
| Бойовий досвід                                                                                       | Друга світова війна Битва за Атлантику Кампанія в Карибському морі * Операція «Нойланд» * Напад на Арубу                                                                | Друга світова війна Битва за Атлантику Кампанія в Карибському морі * Операція «Нойланд» * Напад на Арубу                                                                |
| Проєкт                                                                                               | | |
| Тип ПЧ                                                                                               | великий океанський торпедний ДПЧ | великий океанський торпедний ДПЧ |
| Основні характеристики                                                                               | | |
| Швидкість (надводна)                                                                                 | 18,2 вузла (33,7 км/год) | 18,2 вузла (33,7 км/год) |
| Швидкість (підводна)                                                                                 | 7,3 (13,5 км/год) | 7,3 (13,5 км/год) |
| Робоча глибина занурення                                                                             | 100 м | 100 м |
| Гранична глибина занурення                                                                           | 230 м | 230 м |
| Дальність плавання                                                                                   | 64 милі (119 км) на швидкості 4 вузли (7,4 км/год) (у підводному положенні) 13 450 морських миль (24 910 км на швидкості 10 вузлів (19 км/год) (у надводному положенні) | 64 милі (119 км) на швидкості 4 вузли (7,4 км/год) (у підводному положенні) 13 450 морських миль (24 910 км на швидкості 10 вузлів (19 км/год) (у надводному положенні) |
| Екіпаж                                                                                               | 48 офіцерів та матросів | 48 офіцерів та матросів |
| Розміри                                                                                              | | |
| Довжина найбільша (по КВЛ)                                                                           | 76,76 м | 76,76 м |
| Ширина корпусу найб.                                                                                 | 6,76 м | 6,76 м |
| Висота                                                                                               | 9,6 м | 9,6 м |
| Середня осадка (по КВЛ)                                                                              | 4,7 м | 4,7 м |
| Водотоннажність надводна                                                                             | 1 120 т | 1 120 т |
| Силова установка                                                                                     | | |
| Дизель-електрична: 2 дизельні двигуни MAN M 9 V 40/46 2 електродвигуни Siemens-Schuckert 2 GU 345/34 | | |
| Гвинти                                                                                               | 2 | 2 |
| Потужність                                                                                           | 2 × 2200 к.с. (дизелі) 2 × 740 к.с. (електродвигуни) | 2 × 2200 к.с. (дизелі) 2 × 740 к.с. (електродвигуни) |
| Озброєння                                                                                            | | |
| Артилерія                                                                                            | 1 × 105-мм палубна гармата SK C/32 | 1 × 105-мм палубна гармата SK C/32 |
| Торпедно- мінне озброєння                                                                            | 4 носових і 2 кормових ТА; 22 торпеди або 44 міни TMA чи 66 TMB | 4 носових і 2 кормових ТА; 22 торпеди або 44 міни TMA чи 66 TMB |
| ППО                                                                                                  | 1 × 37-мм зенітна гармата SKC/30 2 (1 × 2) × 20-мм зенітні гармати FlaK 30                                                                                              | 1 × 37-мм зенітна гармата SKC/30 2 (1 × 2) × 20-мм зенітні гармати FlaK 30                                                                                              |

U-161 — німецький великий океанський підводний човен типу IXC, що входив до складу Військово-морських сил Третього Рейху за часів Другої світової війни. Закладений 23 березня 1940 року на верфі Deutsche Schiff- und Maschinenbau, AG Weser у Бремені під будівельним номером 700. Спущений на воду 1 березня 1941 року, а 8 липня 1941 року корабель увійшов до складу ВМС нацистської Німеччини.

## Історія служби
U-161 належав до серії німецьких підводних човнів типу IXC, великих океанських човнів, призначених діяти на морських комунікаціях противника на далеких відстанях у відкритому океані. Човнів цього типу було випущено 54 одиниці і вони дуже успішно та результативно проявили себе в ході бойових дій в Атлантиці. 8 липня 1941 року U-161 розпочав службу у складі 4-ї навчальної флотилії, а з 1 січня 1942 року переведений до бойового складу 2-ї флотилії ПЧ Крігсмаріне.
З січня 1942 до липня 1943 року U-161 здійснив 6 бойових походів в Атлантичний океан, в яких провів 435 днів. За час ведення бойових дій човен потопив 12 торговельних суден (60 107 GRT) і 1 військовий корабель (американський плавучий маяк Берегової охорони) (1130 тонн), пошкодив ще п'ять суден (34 419 GRT) і 1 військовий корабель (британський легкий крейсер «Фібі») (5450 тонн) та 1 судну завдав невиправних конструкційних пошкоджень (3305 GRT).
27 вересня 1943 року U-161 був виявлений американським летючим човном-патрульним/протичовновий літаком PBM «Марінер» східніше Салвадора ескадрильї VP-74 та потоплений атакою глибинними бомбами. Всі 53 члени екіпажу загинули.

## Командири
- Капітан-лейтенант Ганс-Людвіг Вітт (8 липня — 30 листопада 1941)
- Капітан-лейтенант Ганс-Людвіг Вітт (1—31 грудня 1943)
- Капітан-лейтенант Альбрехт Ахіллес (1 січня 1942 — 27 вересня 1943)

## Перелік уражених U-161 суден у бойових походах
| №                                                               | Дата              | Командир ПЧ             | Назва            | Тип                | Належність                              | Водотоннажність (брт) | Вантаж | Конвой        | Результат та координати                                                        | Наслідки атаки для екіпажу       | Прим.                                                                              |
| --------------------------------------------------------------- | ----------------- | ----------------------- | ---------------- | ------------------ | --------------------------------------- | --------------------- | --- | ------------- | ------------------------------------------------------------------------------ | -------------------------------- | ---------------------------------------------------------------------------------- |
| Другий похід (24.01—02.04.1942, 69 діб; Лор'ян—Лор'ян)          |                   |                         |                  |                    |                                         |                       | |               |                                                                                |                                  |                                                                                    |
| 1                                                               | 19 лютого 1942    | Kptlt. Альбрехт Ахіллес | British Consul   | танкер             | Велика Британія                         | 6 940                 | мазут |               | пошкоджений 10°40′ пн. ш. 61°31′ зх. д. / 10.667° пн. ш. 61.517° зх. д.        | ? (? загинули та ? вціліло)      | притоплений унаслідок атаки на мілководді; піднятий та продовжив службу            |
| 2                                                               | 19 лютого 1942    | Kptlt. Альбрехт Ахіллес | Mokihana         | суховантажне судно | США                                     | 7 460                 | 7300 тонн військової техніки по ленд-лізу                                                                                               |               | пошкоджено 10°38′ пн. ш. 60°30′ зх. д. / 10.633° пн. ш. 60.500° зх. д.         | 45 (0 загиблих та 45 вижили)     | притоплено унаслідок атаки на мілководді; підняте, відновлено та продовжило службу |
| 3                                                               | 21 лютого 1942    | Kptlt. Альбрехт Ахіллес | Circe Shell      | танкер             | Велика Британія                         | 8 207                 | баласт | Конвой ON 60  | потоплений 11°03′ пн. ш. 62°03′ зх. д. / 11.050° пн. ш. 62.050° зх. д.         | 58 (1 загиблий та 57 вижили)     |                                                                                    |
| 4                                                               | 23 лютого 1942    | Kptlt. Альбрехт Ахіллес | Lihue            | суховантажне судно | США                                     | 7 001                 | 5000 тонн генеральних вантажів і військової техніки                                                                                     |               | потоплено 14°30′ пн. ш. 64°45′ зх. д. / 14.500° пн. ш. 64.750° зх. д.          | 45 (усі вижили)                  |                                                                                    |
| 5                                                               | 7 березня 1942    | Kptlt. Альбрехт Ахіллес | Uniwaleco        | китобійна база     | Південна Африка                         | 9 755                 | 8800 тонн мазуту |               | потоплена 13°23′ пн. ш. 62°04′ зх. д. / 13.383° пн. ш. 62.067° зх. д.          | 51 (18 загинули та 33 вижили)    |                                                                                    |
| 6                                                               | 10 березня 1942   | Kptlt. Альбрехт Ахіллес | Lady Nelson      | пасажирське судно  | Канада                                  | 7 970                 | Генеральні вантажі та продукти харчування                                                                                               |               | пошкоджено 14°01′ пн. ш. 61°00′ зх. д. / 14.017° пн. ш. 61.000° зх. д.         | 235 (25 загинули та 210 вижили)  |                                                                                    |
| 7                                                               | 10 березня 1942   | Kptlt. Альбрехт Ахіллес | Umtata           | суховантажне судно | Велика Британія                         | 8 141                 | хромові руди, азбест і м'ясо |               | пошкоджено 14°01′ пн. ш. 60°59′ зх. д. / 14.017° пн. ш. 60.983° зх. д.         | 177 (4 загиблих та 173 вцілілих) | притоплено унаслідок атаки на мілководді; підняте, відновлено та продовжило службу |
| 8                                                               | 14 березня 1942   | Kptlt. Альбрехт Ахіллес | Sarniadoc        | суховантажне судно | Канада                                  | 1 940                 | боксити |               | потоплено 15°45′ пн. ш. 65°00′ зх. д. / 15.750° пн. ш. 65.000° зх. д.          | 21 (усі загинули)                |                                                                                    |
| 9                                                               | 15 березня 1942   | Kptlt. Альбрехт Ахіллес | «Акація»         | плавучий маяк      | Берегова охорона США                    | 1 130                 | |               | потоплений 16°17′ пн. ш. 63°44′ зх. д. / 16.283° пн. ш. 63.733° зх. д.         | 35 (усі вижили)                  |                                                                                    |
| Третій похід (28.04—07.08.1942, 102 доби; Лор'ян—Лор'ян)        |                   | Kptlt. Альбрехт Ахіллес |                  |                    |                                         |                       | |               |                                                                                |                                  |                                                                                    |
| 10                                                              | 16 червня 1942    | Kptlt. Альбрехт Ахіллес | Nueva Altagracia | вітрильне судно    | Домініканська Республіка                | 30                    | Овочі та фрукти |               | потоплено 13°27′ пн. ш. 68°35′ зх. д. / 13.450° пн. ш. 68.583° зх. д.          | 8 (усі вижили)                   |                                                                                    |
| 11                                                              | 3 липня 1942      | Kptlt. Альбрехт Ахіллес | San Pablo        | суховантажне судно | Панама                                  | 3 305                 | |               | тотально зруйновано 09°59′ пн. ш. 83°02′ зх. д. / 9.983° пн. ш. 83.033° зх. д. | ? (24 загинули та ? вижили)      |                                                                                    |
| 12                                                              | 16 липня 1942     | Kptlt. Альбрехт Ахіллес | Fairport         | суховантажне судно | США                                     | 6 165                 | 8000 тонн військової техніки та палубний вантаж — танки                                                                                 | Конвой AS-4   | потоплено 27°10′ пн. ш. 64°33′ зх. д. / 27.167° пн. ш. 64.550° зх. д.          | 123 (усі вижили)                 |                                                                                    |
| Четвертий похід (19.09.1942—09.01.1943, 113 діб; Лор'ян—Лор'ян) |                   | Kptlt. Альбрехт Ахіллес |                  |                    |                                         |                       | |               |                                                                                |                                  |                                                                                    |
| 13                                                              | 23 жовтня 1942    | Kptlt. Альбрехт Ахіллес | «Фібі»           | легкий крейсер     | Військово-морські сили Великої Британії | 5 450                 | |               | пошкоджений 04°45′ пд. ш. 11°45′ сх. д. / 4.750° пд. ш. 11.750° сх. д.         | ? (42 загинули та ? вижили)      |                                                                                    |
| 14                                                              | 8 листопада 1942  | Kptlt. Альбрехт Ахіллес | Benalder         | суховантажне судно | Велика Британія                         | 5 161                 | військове майно | Конвой ST-40  | пошкоджено 04°19′ пн. ш. 02°44′ зх. д. / 4.317° пн. ш. 2.733° зх. д.           | 59 (7 загинули та 52 вижили)     |                                                                                    |
| 15                                                              | 8 листопада 1942  | Kptlt. Альбрехт Ахіллес | West Humhaw      | суховантажне судно | США                                     | 5 527                 | 2000 тонн мастила та 3915 тонн генеральних вантажів, включаючи кабельні барабани та вантажівки як палубний вантаж                       | Конвой ST-40  | потоплено 04°19′ пн. ш. 02°44′ зх. д. / 4.317° пн. ш. 2.733° зх. д.            | 59 (7 загинули та 52 вижили)     |                                                                                    |
| 16                                                              | 29 листопада 1942 | Kptlt. Альбрехт Ахіллес | Tjileboet        | суховантажне судно | Нідерланди                              | 5 760                 | Генеральні вантажі, включаючи продовольство та боєприпаси                                                                               | конвой ON 145 | потоплено 05°34′ пн. ш. 25°02′ зх. д. / 5.567° пн. ш. 25.033° зх. д.           | 62 (усі загинули)                |                                                                                    |
| 17                                                              | 12 грудня 1942    | Kptlt. Альбрехт Ахіллес | Ripley           | суховантажне судно | Велика Британія                         | 4 997                 | 9000 тонн пальмової олії, червоного дерева і каучуку                                                                                    |               | потоплено 00°35′ пд. ш. 32°17′ зх. д. / 0.583° пд. ш. 32.283° зх. д.           | 41 (усі вижили)                  |                                                                                    |
| П'ятий похід (13.03—07.06.1943, 87 діб; Лор'ян—Лор'ян)          |                   | Kptlt. Альбрехт Ахіллес |                  |                    |                                         |                       | |               |                                                                                |                                  |                                                                                    |
| 18                                                              | 19 травня 1943    | Kptlt. Альбрехт Ахіллес | Angelus          | вітрильне судно    | Канада                                  | 255                   | меляса |               | потоплено 38°40′ пн. ш. 64°00′ зх. д. / 38.667° пн. ш. 64.000° зх. д.          | 10 (8 загиблих та 2 вцілілих)    |                                                                                    |
| Шостий похід (08.08—27.09.1943, 51 доба; Лор'ян—загибель)       |                   | Kptlt. Альбрехт Ахіллес |                  |                    |                                         |                       | |               |                                                                                |                                  |                                                                                    |
| 19                                                              | 20 вересня 1943   | Kptlt. Альбрехт Ахіллес | St. Usk          | суховантажне судно | Велика Британія                         | 5 472                 | 6883 тонни генеральних вантажів, включаючи рис, м'ясні консерви та насіння бавовнику                                                    |               | потоплено 16°30′ пд. ш. 29°28′ зх. д. / 16.500° пд. ш. 29.467° зх. д.          | 48 (усі вижили)                  |                                                                                    |
| 20                                                              | 26 вересня 1943   | Kptlt. Альбрехт Ахіллес | Itapagé          | суховантажне судно | Бразилія                                | 4 998                 | 600 тонн генеральних вантажів, включаючи бочки з дизелем і соляною кислотою, 2000 ящиків пивних пляшок, 30 000 панелей і дві вантажівки |               | потоплено 10°05′ пд. ш. 35°54′ зх. д. / 10.083° пд. ш. 35.900° зх. д.          | 107 (22 загиблих та 85 вцілілих) |                                                                                    |